# Décès en 1351
Décès
- 1347
- 1348
- 1349
- 1350
- 1351
- 1352
- 1353
- 1354
- 1355

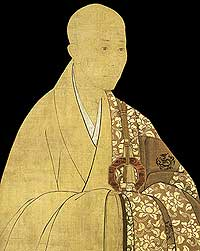
Musō Soseki, mort en 1351.

Cette page dresse une liste de personnalités mortes au cours de l'année 1351 :
- 13 février : Kō no Morofuyu, un des plus importants généraux du shogun Ashikaga Takauji durant la période Nanboku-chō.
- 18 février: Hugues d'Arcy, évêque de Laon.
- mars : Denys le Grand, évêque de Senlis.
- 10 mars : Jean Ier, 6e dauphin d'Auvergne.
- 23 mars: Chungjeong, 30e roi de Goryeo.
- 24 mars ou 1er avril : Kō no Moronao, premier shitsuji (député du shogun, à l'époque de Muromachi).
- 25 mars : Kō no Moroyasu, un des principaux généraux du shogun Ashikaga Takauji durant les guerres de l'époque Nanboku-chō.
- 27 mars : Geoffroy de Mellon, écuyer, seigneur de Mellon en Pacé.
- 24 mai : Abu al-Hasan ben Uthman, Sultan du Maroc.
- 20 août : Boleslas III, duc de Płock et vassal de la Bohême.
- 15 novembre : Jeanne de Ferrette, duchesse consort d'Autriche.
- 27 décembre : Delchâd Khâtûn, fille de Demachq Khâja.

- Robert Bemborough, chevalier médiéval qui a mené la faction Montfortiste pendant le Combat des Trente.
- Pierre Cyriac, cardinal français.
- Édouard Ier de Beaujeu, 6e prince de Dombes, maréchal de France  sous Philippe VI de Valois.
- Robert III de Beu, vicomte de Beu et de Bagneux, Grand maître de France de la maison du roi.
- Henri II de Brunswick-Grubenhagen, duc de Brunswick-Lunebourg et prince de Grubenhagen.
- Leonor de Guzmán y Ponce de León, maîtresse du roi Alphonse XI.
- Conrad de Plaisance, religieux franciscain italien.
- Jean II de Vienne, évêque d'Avranches, de Thérouanne puis archevêque de Reims.
- Mastino II della Scala, condottiere et un homme politique italien, membre de la dynastie scaligère.
- Musō Soseki, moine bouddhiste Zen de l'école Rinzai.
- Mouhammed ibn Tughlûq, sultan de Delhi.
- Jan van Boendale, secrétaire de la ville d'Anvers, fut à la fois homme de science, écrivain et poète de langue néerlandaise.

## Crédit d'auteurs
- Cet article est partiellement ou en totalité issu de l'article intitulé « 1351 » (voir la liste des auteurs).